# Luegli
Das Luegli ist ein 2091 m hoher Berg in der Nähe des Geils, 6 km südwestlich von Adelboden, Kanton Bern. Es ist ein Vorgipfel auf ein Grat nordöstlich des Rägeboldshore (2193 m).

## Sommer
Im Sommer sind Wanderer, die vom Hahnenmoos unterhalb des Regenbolshorns zur Hochalp Bütschi wandern oder sich auf dem Äugi-Weg über den Ammertengrat Ammertenspitz befinden, in der Nähe der Bergstation anzutreffen.

## Winter
Im Winter verkehrt ein 4er-Sessellift auf den Bummeregrat, der in den 1990er-Jahren einen alten 2er-Sessellift abgelöst hat.
Um Lawinen vom Rägeboldshore zu verhindern, besteht ein Seilbähnchen zur frühzeitigen Sprengung von Lawinen, das von der Bergstation bedient werden kann.